# Oppmannasjön
Oppmannasjön är en sjö i Kristianstads kommun i Skåne och ingår i Skräbeåns huvudavrinningsområde. Sjön är 12,5 meter djup, har en yta på 12,3 kvadratkilometer och befinner sig 5 meter över havet. Oppmannasjön ligger i Ivösjön-Oppmannasjön Natura 2000-område och skyddas av fågeldirektivet. Här finns även naturreservatet Brinkahagen-Möllerödsnäs. Vid provfiske har en stor mängd fiskarter fångats, bland annat abborre, braxen, gers och gädda.
Strax öster om Oppmannasjön ligger Ivösjön. Största tillflöde är Arkelstorpsån vid Arkelstorp längst i norr. Avrinningen sker via en kort kanal genom ett smalt näs till Ivösjön vid Bäckaskogs slott. Före sjösänkningen 1887 var vattennivån 2,1 meter högre. Då gick ån tvärs genom Bäckaskogs slott.
Den norra delen av sjön omges av urbergsmark bevuxen av lövskog. I söder finns ett öppet jordbrukslandskap, med Karsholms slott på den västra sidan. 
Stränderna är i stor utsträckning vassbevuxna. Vid Kiaby längst i söder finns en badplats. År 1939 hittades Barumskvinnan, en kvinna begravd för 9000 år sedan, vid stranden nära Barum. Graven finns numera på Historiska museet i Stockholm.

## Delavrinningsområde
Oppmannasjön ingår i delavrinningsområde (622303-140683) som SMHI kallar för Utloppet av Oppmannasjön. Medelhöjden är 30 meter över havet och ytan är 71,96 kvadratkilometer. Det finns ett avrinningsområde uppströms, och räknas det in blir den ackumulerade arean 92,89 kvadratkilometer. Vattendraget som avvattnar avrinningsområdet har biflödesordning 2, vilket innebär att vattnet flödar genom totalt 2 vattendrag innan det når havet efter 13 kilometer. Avrinningsområdet består mestadels av skog (27 %), öppen mark (12 %) och jordbruk (40 %). Avrinningsområdet har 13,15 kvadratkilometer vattenytor vilket ger det en sjöprocent på 18,3 %. Bebyggelsen i området täcker en yta av 0,52 kvadratkilometer eller 1 % av avrinningsområdet.

## Fisk
Vid provfiske har följande fisk fångats i sjön:
- Abborre
- Braxen
- Gärs
- Gädda
- Gös
- Löja
- Mört
- Nissöga
- Sarv
- Sutare

Oppmannasjön är den enda sjö i Skåne där beståndet av Gös är naturligt. I de övriga sjöarna har beståndet tillkommit genom inplantering.
Tidigare har även stora mängder ål fångats i Oppmannajön, i Bäckaskogs kloster som grundades på 1200-talet vid sjön låg köket byggt över vattnet så att en ålkista kunde nås via en lucka i golvet. 1972 fångades 1400 kilo, 1973 2000 kilo och 1974 1700 kilo ål.